# ألفرد شارب
ألفرد شارب (بالإنجليزية: Alfred Sharpe)‏ هو فنان نيوزيلندي، ولد في 1836، وتوفي في 1908.